# Vuoskujärvi (sjö i Enontekis, Lappland)
Vuoskujärvi är en sjö i kommunen Enontekis i landskapet Lappland i Finland. Arean är 37 hektar och strandlinjen är 4,24 kilometer lång. Sjön  ingår i Torne älvs huvudavrinningsområde.   Den ligger omkring 290 kilometer nordväst om Rovaniemi och omkring 950 kilometer norr om Helsingfors. 